# John Meillon
John Meillon OBE (* 1. Mai 1934 in Mosman, Sydney, New South Wales; † 11. August 1989 in North Sydney, Sydney, New South Wales) war ein australischer Schauspieler.

## Leben
John Meillon begann seine Künstlerkarriere bereits im Alter von elf Jahren in der ABC-Radioserie Stumpy. Seine erste Bühnenerfahrung machte er im folgenden Jahr. Mit 16 Jahren schloss er sich der Shakespeare Touring Company an. Wie viele Schauspieler seiner Generation ging er zwischen 1959 und 1965 nach England.
So war er schon früh häufig in international bedeutsamen Filmen zu sehen, darunter Stanley Kramers Das letzte Ufer (On the Beach, 1959), Fred Zinnemanns Der endlose Horizont (The Sundowners, 1960) und Walkabout (1971) von Nicolas Roeg. Alle diese Filme spielten in Australien. Sein weltweit bekanntester Auftritt war der als Walter Reilly neben den Hauptdarstellern Paul Hogan und Linda Kozlowski in der australischen Erfolgskomödie Crocodile Dundee – Ein Krokodil zum Küssen aus dem Jahr 1986.
1979 wurde er wegen seiner Verdienste für das Theater von Königin Elisabeth II. mit dem Titel eines Offizier des Order of the British Empire (OBE) ausgezeichnet.
John Meillon war zwischen 1958 und 1971 mit June Salter verheiratet. Dieser Ehe entstammt der australische Schauspieler John Meillon jr. 1972 heiratete er in zweiter Ehe Rita Gibson, mit der er ebenfalls einen Sohn hat. 1989 verstarb er im Alter von 55 Jahren an einer Lebererkrankung.

## Filmografie (Auswahl)

### Filme
- 1959: Das letzte Ufer (On the Beach)
- 1960: Der endlose Horizont (The Sundowners)
- 1962: Alarm auf der Valiant (The Valiant)
- 1962: Der längste Tag (The Longest Day)
- 1962: Ein Königreich für einen Affen (Operation Snatch)
- 1962: Die Verdammten der Meere (Billy Budd)
- 1962: Der zweite Mann (The Running Man)
- 1964: Schüsse in Batasi (Guns at Batasi)
- 1964: Kampfgeschwader 633 (633 Squadron)
- 1966: They’re a Weird Mob
- 1971: Wake in Fright
- 1971: Walkabout
- 1974: Die Killerautos von Paris (The Cars That Ate Paris)
- 1974: Die Weltumsegelung (The Dove)
- 1975: Inn of the Damned
- 1976: The Fourth Wish
- 1977: Wanderkino Pym (The Picture Show Man)
- 1978: Strandparty (Shimmering Light)
- 1982: In der Hitze des Zorns (Heatwave)
- 1983: Die Wildente (The Wild Duck)
- 1985: The Dunera Boys
- 1986: Crocodile Dundee – Ein Krokodil zum Küssen (Crocodile Dundee)
- 1988: Crocodile Dundee II
- 1989: Tripe (Kurzfilm)

### Fernsehserien
- 1966–1968: My Name’s McGooley, What’s Yours?
- 1969: S.O.S. Charterboot
- 1966–1970: Skippy, das Känguruh (Skippy)
- 1972: Lane End
- 1973: The Comedy Game
- 1974: The Fourth Wish
- 1976: Das neue Land (Luke’s Kingdom)
- 1979: Disneyland
- 1983: Scales of Justice
- 1983: The Dismissal
- 1985: A Country Practice

## Auszeichnungen
- 1976 Auszeichnung mit dem AFI Award als Bester Schauspieler für The Fourth Wish